# Ryszard Darlington
Ryszard Darlington (fr. Richard Darlington) – dramat Alexandre’a Dumasa (ojca) z 1831 roku, oparty na powieści Waltera Scotta.

## Historia powstania utworu
24 lipca 1831 roku, w dwudzieste dziewiąte urodziny Dumasa, odwiedzili go panowie Goubaux i Beudin. Pisarz przebywał wtedy, wraz ze swą kochanką Belle Krelsamer, w Throuville, małej wiosce niedaleko Hawru, gdzie pracował nad dramatem Karol VII u swych wielkich wasali. Prosper Goubaux i Jacques Felix Beudin, twórcy licznych sztuk teatralnych odnieśli cztery lata wcześniej spory sukces komedią Trzydzieści lat, czyli żywot gracza, napisaną we współpracy z dramaturgiem, Victorem Ducange. Wspólnicy podjęli się stworzenia dużego widowiska historycznego, zatytułowanego Ryszard Darlington i mieli nadzieję, że znany z inwencji pisarz, pomoże im poskładać wątki szkockiego dramatu, opartego na powieści Waltera Scotta. Dumas zgodził się, zażądał jednak, by jego nazwisko nie pojawiło się na plakacie, i by pozostawiono mu czas na dokończenie rozpoczętego dramatu.
Po powrocie do Paryża, w drugiej połowie sierpnia Dumas spotkał się Beudinem i Goubaux, by zająć się Ryszardem. Historia angielskiego karierowicza, który chcąc sięgnąć po najwyższe godności, postanawia pozbyć się żony i poślubić córkę markiza, nastręczała Beudinowi i Goubaux od początku problem z pozbyciem się żony. Goubaux proponował, acz bez przekonania truciznę lub sztylet. Dumas uważał to jednak za chwyt zużyty i ostatecznie zaproponował wypchnięcie jej przez okno. Wspólnicy mieli jednak wątpliwości: jak zainscenizować scenę wypadającej przez okno aktorki, żeby nie zgorszyć publiczności widokiem podkasanych nóg. Dumas obiecał poszukać sposobu wybrnięcia z sytuacji. Którejś nocy obudził się z gotowym rozwiązaniem. Ryszard zagrozi Jenny, że ją zabije, ta, przerażona ucieknie na balkon, wołając o pomoc. Ryszard wybiegnie za nią zamykając drzwi balkonowe, po czymÅ rozlegnie się tylko straszliwy krzyk. Goubaux był zachwycony.

## Osoby
| Osoba              | Jej rola w dramacie                                 | Aktor premierowy   |
| ------------------ | --------------------------------------------------- | ------------------ |
| Ryszard Darlington |                                                     | Frédérick Lemaître |
| Robertson Fildy    | zwany później Mawbray, ojciec Ryszarda              | Delafosse          |
| Tompson            | polityczny współpracownik Ryszarda                  | Doligny            |
| Markiz de Silva    | ojciec Karoliny                                     | Auguste            |
| Doktor Grey        | mąż Anny, ojciec Jenny, opiekun Ryszarda            | Walter             |
| Stanson            | rywal Ryszarda w wyborach                           | Ménétrier          |
| Jenny              | córka doktorostwa Greyów                            | panna Noblet       |
| Karolina da Silva  | córka markiza, ukochana Robertsona i matka Ryszarda | Zélie-Paul         |
| Anna Grey          | żona doktora Greya, matka Jenny                     | panna Delatre      |

## Czas akcji
Prolog sztuki rozgrywa się w 1787 roku, akt I – w lipcu 1813 roku, akty II i III –  w roku 1816.

## Treść

### Prolog
Do domu doktora Greya w Darlington, późnym wieczorem puka zamaskowany mężczyzna. Przedstawia się jako Robertson Fildy i prosi o pomoc dla swojej mającej rodzić żony, Karoliny. Mężczyzna nie może ujawnić swojej tożsamości, gdyż jest ścigany w Anglii. Karolina rodzi chłopca, któremu rodzice nadają imię Ryszard. Robertson prosi doktora o zajęcie się dzieckiem, na którego wychowanie będzie przekazywał niezbędne środki. On z żoną musi uciekać. Do drzwi domu doktora stuka straż królewska, a z nią mężczyzna, który przedstawia nakaz wydania mu Karoliny – jest jej ojcem, markizem da Silva. Córka prosi go, by uznał jej związek z Robertsonem, który uratował jej życie, i by nie rozdzielał jej z dzieckiem. Ojciec nie zgadza się. Twierdzi, że Robertson ją oszukał. Gdy Robertson staje w jej obronie, da Silva każe mu zdjąć maskę. Karolina rozpoznaje w nim kata.

### Akt I Ryszard
Obraz I – Dwadzieścia sześć lat później Ryszard wybiera się na zebranie wyborcze. Otrzymał anonimowy list przekonujący go do ubiegania się o mandat deputowanego. Doktor Grey i jego przyjaciel Mawbray towarzyszą mu. Siedemnastoletnia córka doktora, Jenny, która wie, że Ryszard nie jest jej bratem, kocha się w nim skrycie i beznadziejnie. Ryszard nie interesuje się nią wcale. Nie wie, że jest adoptowany i traktuje ją jak siostrę. Wzburzony Ryszard wraca ze zgromadzenia. Jego oponenci podnieśli, że nie jest synem doktora Greya i jako człowiek nieznanego pochodzenia, nie może reprezentować miasta. Jenny stara się go pocieszać. W domu państwa Grey pojawiają się stronnicy Ryszarda, którzy wobec impasu wyborczego i braku zgody co do dwóch pozostałych kandydatów, sugerują mu, by się szybko i dobrze ożenił. Przybyły z nimi Tompson, który jest autorem anonimowego listu, radzi mu na osobności, by poślubił Jenny. Tompson zostaje współpracownikiem Ryszarda. Ryszard wyznaje skonsternowanej Jenny swą miłość, Wyjaśnia, że dotąd, myśląc, że jest jej bratem, musiał to ukrywać i zwalczać. Doktorostwo są zdziwieni tym wybuchem uczuć Ryszarda, od dawna jednak było ich marzeniem ożenić Ryszarda z Jenny. Doktorowa obawia się ambicji Ryszarda, ale ostatecznie oddają mu swą córkę za żonę. Przy okazji doktor opowiada Ryszardowi o okolicznościach jego narodzin. Niczego pewnego nie potrafi jednak powiedzieć o jego rodzicach. Ryszard wybiega na spotkanie ze swymi stronnikami, mając nadzieję, że to jego szczęśliwy dzień.
Obraz II – Ryszard zabiega o głosy przyszłych wyborców. Prezentuje im swą przyszłą żonę. Bailif wzywa obydwu kandydatów Ryszarda i Stansona do zabrani głosu. Ryszard obiecuje wyborcom, że będzie walczył o ich dobro do ostatniego oddechu. Stanson odwołuje się do tego, co już było, przedkłada pokój ponad walkę. Bailif zarządza głosowanie. Więcej rąk podnosi się za kandydaturą Ryszarda, bailif ogłasza go więc zwycięzcą. Stanson domaga się wówczas skrutinum. Rozpoczyna się głosowanie, przez wrzucanie głosów do dwóch urn, które są na bieżąco liczone. W pewnym momencie Tompson wszczyna zamieszanie, chcąc przerwać głosowanie, dotąd korzystne dla Ryszarda. Prosi Ryszarda o pomoc, a ten wygłasza płomienną mowę o nadużyciach rządzących, włącza się w nią Stanson, który dyskredytuje Ryszarda jako człowieka bez majątku. Ludzie przestają głosować i wsłuchują się w to, co się dzieje. O to chodziło Tompsonowi. Zwraca się do bailifa, żeby zakończył głosowanie, ponieważ od piętnastu minut nikt nie oddał głosu. Stanson protestuje. Bailif podlicza głosy. Wygrał Ryszard i on zostaje deputowanym z Darlington.

### Akt II Jenny
Obraz III – Minęły trzy lata. Ryszard, obecnie bardzo wpływowy reprezentant Izby Gmin, jest o krok od odrzucenia ustawy, które doprowadzi do upadku rządu. Mawbray przyjechał do Londynu wstawić się za pozostawioną na prowincji cierpiącą w samotności Jenny, której istnienie Ryszard w Londynie ukrywa. Z Tompsonem z kolei kontaktuje się da Silva. Upadek rządu może dla niego oznaczać olbrzymie straty finansowe. Składa więc Tompsonowi, w imieniu króla i rządu, propozycję. Tompson nakłania Ryszarda do jej wysłuchania. Przez trzy lata wydał już prawie cały majątek, który zapisali mu Greyowie, a do końca kadencji jeszcze daleko, lud zaś może się odwrócić w czasie następnych wyborów od hołysza. Ryszard zgadza się wysłuchać propozycji da Silvy, ale z osobnego pokoju, tak żeby nikt go z nim nie mógł powiązać. Mawbray nakłania Ryszarda do przyjazdu do domu na wsi, gdzie mieszka Jenny. Na korytarzu wstrząśnięty spostrzega da Silvę, który go jednak nie poznaje. Markiz proponuje Ryszardowi małżeństwo z córką lorda Wilmora, tytuł para, majątek i awans społeczny. Po jego odejściu Tompson nakłania Ryszarda do rozwodu, ten jednak jest przekonany, że Jenny się nie zgodzi. Postanawiają natychmiast wybrać się do domu na wsi, gdzie przebywa Jenny. Poproszony w Izbie Gmin o zabranie głosu Ryszard rezygnuje z wygłoszenia mowy. Mawbray jest wstrząśnięty rozmiarami ambicji pożerającej Ryszarda.
Obraz IV – Jenny wita z radością oczekiwanego z utęsknieniem męża. Snuje radosne plany. Ryszard oświadcza, że chce od niej ofiary, na co Jenny przystaje bez wahania. Kiedy wyjaśnia, że powinni się oddalić, jest gotowa wyjechać dla niego z Anglii. Jego propozycja rozwodu i poszukania szczęścia i miłości w związku z kim innym, jest dla niej szokiem. Wolałaby umrzeć. Wpada Tompson i ostrzega o nieoczekiwanym pojawieniu się Mawbraya, który powinien był czekać na odpowiedź Ryszarda w Londynie. Ryszard bierze Jenny w ramiona i zaklina, by nie mówiła Mawbrayowi o ich rozmowie, jemu zaś oświadcza, że przyjechał, by zabrać żonę do Londynu. Jenny nie posiada się ze szczęścia.
Obraz V – Ministrowie mają nadzieję, że Ryszard przyjmie propozycję da Silvy, gdyby się jednak nie zgodził są zdecydowani na ryzykowną konfrontację. Zjawia się Ryszard i burzy ich nadzieję, zapowiada, że nazajutrz ujawni ich niegodziwą propozycję. Ministrowie wychodzą, prosząc by zaczekał na ich powrót. Wchodzi nieznajomy i udając, że wziął go za sekretarza rady ministrów przedkłada mu papiery o nadaniu własności księstwa Carlston w Devonshire, tytułu księcia, aktu małżeństwa z lady Wilmor, z prośbą o wpisanie ich beneficjenta Ryszarda Darlingtona i parafowanie. Oszołomiony Ryszard podpisuje je wszystkie i otrzymuje kopie. Nie może uwierzyć w swój awans i otwierające się przed nim możliwości. Snuje marzenia o zostaniu parem, ministrem, królem. Wchodzi Tompson i informuje go, że Mawbray przywiózł do Londynu jego żonę.

### Akt III Mawbray
Obraz VI – Jenny obawia się czy powinna była przyjechać do Londynu i przeciwstawiać się Ryszardowi, który nie chce ujawniać, że jest żonaty. Do domu Ryszarda przybywa Lady Wilmor – Karolina da Silva. Mawbray ukrywa się w sąsiednim pokoju. Karolina usłyszała, że Ryszard, który ma wkrótce poślubić jej córkę, pochodzi z Darlington i prosi go o pomoc w odnalezieniu syna, którego tam przed laty zmuszona była zostawić, i o którego losie nic nie wie. Zapisała mu cały swój majątek, natomiast nie może do swej śmierci wyjawić nazwiska jego ojca. Ryszard zorientowawszy się, że rozmawia z matką, domaga się ujawnienia nazwiska ojca, jako warunku podjęcia poszukiwań syna. Przeszkadza temu Mawbray, który wyprowadza zdumioną Karolinę. Obawiając się, że Mawbray poinformuje Jenny o projekcie małżeństwa, Ryszard wyrzuca go z domu. Wspólnie z Tompsonem uzgadniają, że do spisania kontraktu ślubnego dojdzie w domu, w którym mieszkała Jenny, natomiast Jenny zostanie wywieziona przez Tompsona do Francji. Tompson w drodze powrotnej, zajedzie do Darlington i zniszczy akt małżeństwa, dzięki znajomości z tamtejszym pastorem. Ponieważ Jenny nie chce go opuścić, Ryszard wyjawia jej, że jej nie kocha i nigdy nie kochał, a ożenił się z nią tylko z powodu wyborów. Wstrząśnięta Jenny opuszcza w towarzystwie Tompsona Londyn.
Obraz VII – Mawbray zatrzymuje dyliżans, którym jadą Jenny i Tompson. Ujawnia Jenny, że jest wywożona do Francji. Tompson nie pozwala jej wysiąść. Dochodzi do strzelaniny, w której Tompson ginie.
Obraz VIII – Mawbray przywozi Jenny do jej domu na wsi i wyrusza do Londynu rozmówić się z Ryszardem, który obecnym swoim postępowaniem może zaważyć na losach kraju. Jenny, pozostawiona sama, miota się między rozpaczą a nadzieją. Widząc nadjeżdżającego Ryszarda ukrywa się w sąsiednim pokoju. Ryszard po przyjeździe usuwa wszelkie ślady kobiecej obecności. Kiedy natyka się na Jenny, na wzgórzu pojawia się powóz markiza da Silvy. Nie ma gdzie ukryć swej żony, zdesperowany grozi jej śmiercią. Kiedy ta wybiega na balkon wzywając pomocy, wychodzi za nią i zamyka drzwi, by nie zobaczyli ich wchodzący goście. Słychać rozpaczliwy krzyk. Ryszard wychodzi blady naprzeciw przybyłym i przystępuje do spisania kontraktu ślubnego. Zjawia się Mawbray, który ogłasza się świadkiem Ryszarda. Na stronie wyjawia mu, że widział co zrobił z Jenny i proponuje mu, by zerwał kontrakt, wycofał się z życia politycznego i razem z nim zaszył się na prowincji, by odpokutować za swoje czyny. Ryszard odmawia. Wówczas Mawbray odkrywa swą tożsamość przed markizem da Silva. Markiz rozpoznaje w Mawbrayu, kata i ojca Ryszarda. Ryszard pada bez zmysłów.

## Premiera
Próby rozpoczęto bez zwłoki w teatrze Porte-Saint-Martin, którego dyrektorem został niedawno Charles-Jean Harel, nadal zarządzający Odéonem. Wtajemniczeni szeptali, że sztuka ma wydźwięk polityczny, toteż na premierze, w dniu 10 grudnia 1831 roku zasiedli głównie rozemocjonowani, młodzi romantycy, którzy każdą wzmiankę o podejrzanych knowaniach angielskich władców, odczytywali jako aluzję do francuskiego rządu. Pewien sukcesu Harel pobiegł w przerwie do loży Dumasa, z prośbą o wyrażenie zgody na wymienienie jego nazwiska na afiszu obok Goubaux i Beudina. Dumas odmówił, ale Harel nie ustąpił. Podczas kolejnego antraktu przyszedł ponownie z Goubaux i Beudinem, którzy błagali pisarza, by ujawnił swoje nazwisko, przekonani, że przyczyniłoby się to do większego sukcesu sztuki. Harel dla zachęty wyjął z kieszeni trzy tysiącfrankowe banknoty. Aleksander tym razem jednak się nie ugiął, choć nie chciał się przyznać, obawiał się kolejnej, po Karolu VII, porażki. Omylił się. Publiczności sztuka spodobała się nadspodziewanie. Być może bardziej z powodów politycznych niż literackich. Po ostatnim akcie zerwały się rzęsiste brawa. Po wyjściu z loży Dumas wpadł na białego jak ściana Alfreda de Musseta, który zdołał tylko wyjąkać: Duszno mi, co Dumas zrozumiał jako wyraz oszołomienia sztuką. Dokonując bilansu 1831 roku, zanotował: Napisałem trzy sztuki. Jedną złą – Napoleona Bonaparte, drugą przeciętną – Karola VII, i jedną dobrą – Ryszarda Darlingtona. I właśnie pod tą dobrą z głupoty i pychy się nie podpisał. Żałował poniewczasie mocno swej decyzji.